# Margaret Hemsley
Margaret Hemsley, née le 11 août 1971 à Canberra, est une coureuse cycliste australienne. Active dans les années 1990 et 2000, elle a été championne d'Australie sur route en 2002.

## Palmarès
- 1999
  -  Médaillée d'or de la course sur route des Jeux océaniens
- 2001
  - Vuelta Castilla y Leon :
    - Classement général
    - 1re et 3e étapes

  - 3e du championnat d'Australie sur route
  - 3e du Tour de Snowy
  - 3e du Tour de Bochum
- 2002
  -  Championne d'Australie sur route
- 2003
  - Chrono des Herbiers
  - 5e étape du Geelong Tour
  - 3e du Geelong Tour
- 2004
  - Frühjahrsstraßenpreis
  - 3e du Grand Prix de Suisse-Souvenir Magali Pache